# Fall Fritz

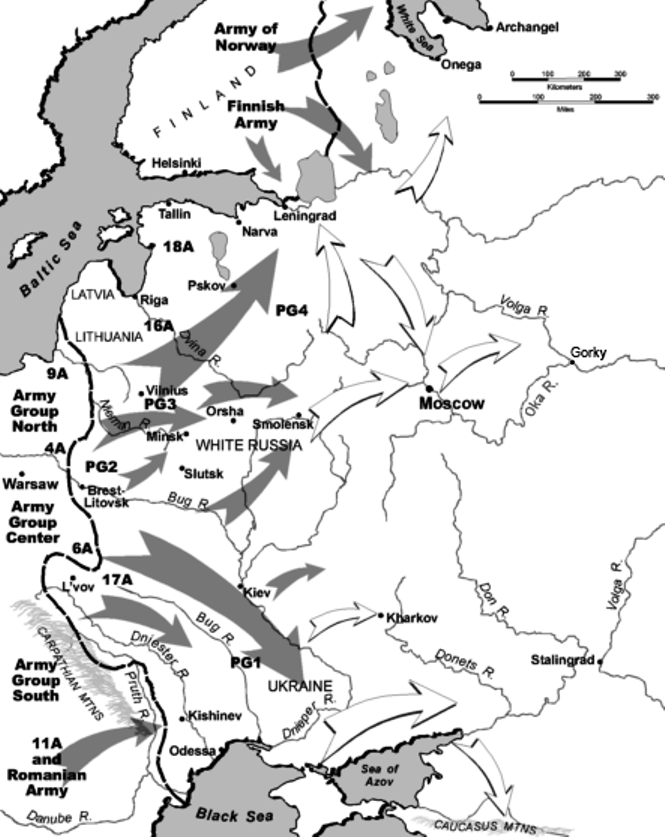
Het plan voor Fall Fritz

Fall Fritz was de oorspronkelijke naam voor de Duitse inval in de Sovjet-Unie gedurende de Tweede Wereldoorlog. Later liet Adolf Hitler de naam Fall Fritz in Operatie Barbarossa veranderen. Barbarossa was de keizer van het Heilige Roomse Rijk die de Derde Kruistocht had geleid. Dit keer zou zijn naam worden gebruikt voor de kruistocht tegen het bolsjewisme.